# Hudson (Dakota Południowa)
Hudson – miasto w Stanach Zjednoczonych, w stanie Dakota Południowa, w hrabstwie Lincoln, położone na zachodnim brzegu rzeki Big Sioux.